# Budaörsi SC
Il Budaörsi SC è una squadra ungherese, fondata nel 1924.

## Palmarès

### Competizioni nazionali
- Nemzeti Bajnokság III: 2

2012-2013, 2014-2015